# XChat
XChat, изписван често X-Chat или xchat, е един от най-популярните IRC клиенти за Unix-подобни операционни системи. Той също е достъпен и за Windows и Mac OS X. Потребителят може да избира между дървовиден интерфейс или такъв с табове, да се свързва с няколко сървъра едновременно и да настройва много аспекти от работата на XChat по вкуса си. Клиентът е под GNU GPL и ползва GTK+ за графичния си интерфейс.

## Shareware версия
На 24 август 2004 Windows версията на XChat става платена и трябва да се закупи лиценз след 30 дневен пробен период. Това поражда голяма дискусия относно легалността на този ход. Програмата е под GNU GPL и авторът и не притежава права върху всички библиотеки, използвани в разработката му. Въпреки всичко, много хора правят напълно безплатни неофициални версии на XChat за Windows

### Неофициални версии
- X-Chat Aqua Архив на оригинала от 2008-05-16 в Wayback Machine. за Mac OS X
- X-Chat за Gnome Архив на оригинала от 2007-07-10 в Wayback Machine.

#### Windows версии (подGPL)
X-Chat за Windows Архив на оригинала от 2005-07-28 в Wayback Machine.
Версии, които се обновяват:
- Версия на Paces[неработеща препратка]
- Версия на SilvereX (алтернативен сайт Архив на оригинала от 2009-01-06 в Wayback Machine.)
- Версия на SoftMile.com
- Версия на Pu7o Архив на оригинала от 2006-06-30 в Wayback Machine.

Версии, които вече не се обновяват:
- Версия на Daemon404
- Версия на Stryker
- Версия на Sencesa Архив на оригинала от 2006-10-28 в Wayback Machine.
- Версия на Jensge Архив на оригинала от 2006-05-06 в Wayback Machine.
- Версия на Psyon Архив на оригинала от 2005-10-18 в Wayback Machine.